# تشارلز بويل
تشارلز بويل (بالإنجليزية: Charles Boyle)‏ هو كاتب وشاعر بريطاني، ولد في 1951 في ليدز في المملكة المتحدة.